# آندره ملنیشنکو
آندره ملنیشنکو (روسی: Андрей Игоревич Мельниченко؛ زادهٔ ۸ مارس ۱۹۷۲) کارآفرین و سرمایه‌دار اهل روسیه است، که مالک شرکت یوروکم و شرکت انرژی زغال‌سنگ سیبری می‌باشد.